# Diana Dei
Diana Dei (nacida Agnese Mancinelli) (Roma, 1 de marzo de 1914- Roma, 3 de enero de 1999) fue una actriz de cine italiana. Estaba casada con el actor Mario Riva.

## Filmografía selecta
- È caduta una donna (1941)
- Luna di miele (1941)
- Il barone Carlo Mazza (1948)
- I cadetti di Guascogna (1950)
- Totò terzo uomo (1951)
- Il folle di Marechiaro (1952)
- Il paese dei campanelli (1954)
- Bravissimo (1955)
- Rosso e nero (1955)
- Arrivano i dollari! (1957)
- Totò, Peppino e le fanatiche (1958)